# Hyloxalus vergeli
Espèce
Synonymes
- Colostethus vergeli (Hellmich, 1940)

Statut de conservation UICN

 VU D2 : Vulnérable
Hyloxalus vergeli est une espèce d'amphibiens de la famille des Dendrobatidae.

## Répartition
Cette espèce est endémique du département de Cundinamarca en Colombie. Elle se rencontre à Fusagasugá vers 1 800 m d'altitude sur le versant occidentale de la cordillère Orientale.

## Étymologie
Son nom d'espèce lui a été donné en référence au lieu de sa découverte, Finca El Vergel.

## Publication originale
- Hellmich, 1940 : Beiträge zur Kenntnis der Gattung Hyloxalus (Brachycephalidae, Amph.). (Ergebnisse einer Forschungsreise in Kolumbien III.). Zoologischer Anzeiger, vol. 131, no 5/6, p. 113-128.